# Lock Laomainn
El Loch Lomond (anglès) o Lock Laomainn (gaèlic escocès) és un llac (o loch) d'Escòcia situat a l'oest del país, al sud dels Highlands. Forma part alhora de les regions de Stirling, Argyll and Bute, i del West Dunbartonshire i se situa aproximadament a 23 km al nord de Glasgow.

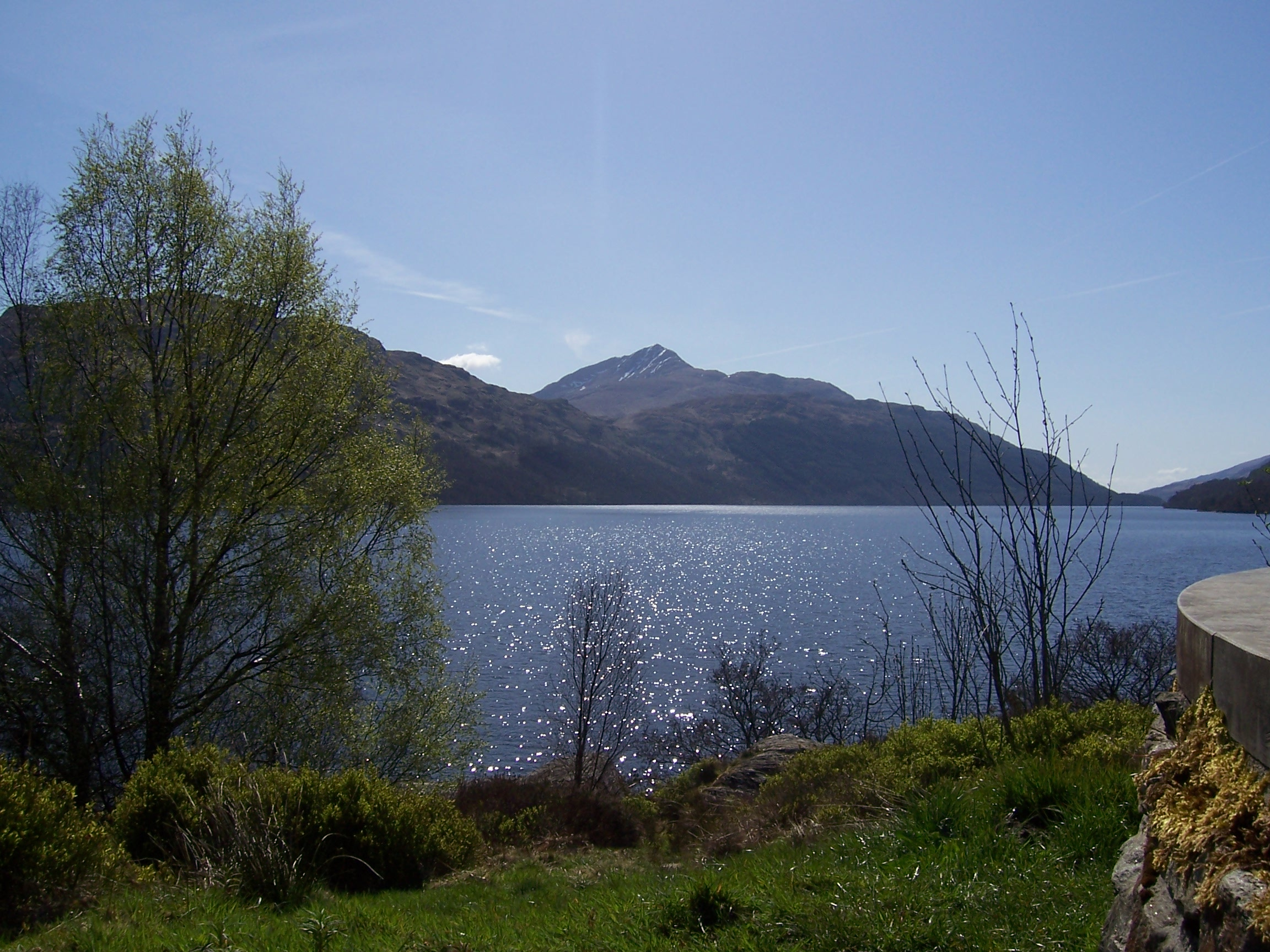
Vista del Loch Lomond i el Ben Lomond des de la riba nord-oest

Les seves dimensions són aproximadament de 37 km de longitud sobre 8 km d'ample. La seva profunditat mitjana és de 37 metres, amb una profunditat màxima de 190 metres. Cobreix una superfície de 71 km² i té un volum de 2,6 km³. Per la seva superfície, és el més gran dels llacs de la Gran Bretanya, i el segon després del Loch Ness pel que fa a volum. Tanmateix no és el més gran dels llacs de les illes Britàniques, el més gran és el Lough Neagh a Irlanda del Nord.
El Loch Lomond forma part d'ençà de juliol de 2002 del Parc Nacional dels Trossachs i del Loch Lomond.
A la riba est domina el Ben Lomond, 974 metres, el cim més meridional del massís dels Munros.
Hi ha nombroses illes disperses sobre el llac, algunes contenen ruïnes antigues. Com, Inchmurrin, que és la major illa lacustre de les illes britàniques. Com al Loch Tay, diversos illots semblen haver estat crannogs, illes artificials construïdes durant la Prehistòria.
Avui el loch és ben conegut pel Club de golf del Loch Lomond que acull competicions internacionals.

## Divers
- Al còmic Tintin, la beguda preferida del Capità Haddock i de Milú és el Whisky Loch Lomond. Aquesta marca de whisky no existia quan Hergé la va posar en escena per primera vegada, tanmateix existeix en efecte una destil·leria Loch Lomond que produeix d'aleshores ençà un whisky amb aquest nom.
- El 2005, un sondatge fet als lectors del magazín britànic Radio Times, ha col·locat el Loch Lomond al sisè lloc de les meravelles naturals més boniques de la Gran Bretanya.